# 平杰三
平杰三（1906年—2001年），河南内黄人，中華人民共和國政治人物，第一届全国人大代表，第三届、五届全国政协常务委员，中央顾问委员会委员。

## 生平
平杰三是河南省内黄县井店镇人。1923年，平杰三加入河北大名第七师范学校学习。1930年，開始在北平南郊黄村進行工人運動。1945年，擔任中共晋冀鲁豫中央局行政处处长、晋冀鲁豫边区政府副秘书长、直属机关党总支书记。1949年，擔任华北局秘书长、直属机关党委书记。1949年，參加中国人民政治协商会议第一次全体会议。1950年，兼任中共中央华北局统战部部长。1954年，擔任中央统战部任常务副部长。1964年，擔任第四届全国政协秘书长。